# Millbillillie (meteoryt)
Millbillillie – meteoryt kamienny należący do achondrytów z grupy eukrytów, spadły w październiku 1960 roku w pobliżu miejscowości Wiluna w stanie Australia Zachodnia. Pierwsze okazy znaleziono w 1970 roku. Największy fragment meteorytu, o wadze 20 kg, znajduje się w Muzeum Australii Zachodniej.